# Novosibirsk
Novosibirsk (phiên âm tiếng Việt: Nô-vô-xi-biếc; tiếng Nga: Новосиби́рск, phát âm [nəvəsʲɪˈbʲirsk]) là thành phố lớn thứ ba của Nga về dân số, sau Moskva và Saint Petersburg, xếp thứ 13 về diện tích và là thành phố lớn nhất của Siberia. Dân số theo điều tra năm 2018 là 1.612.833 người. Nó là trung tâm hành chính của tỉnh Novosibirsk và Vùng liên bang Siberi.
Thành phố nằm ở miền tây nam của vùng liên bang và có diện tích khoảng 502.1 km²., bên bờ sông Obi tiếp giáp với thung lũng sông Ob, gần hồ chứa nước lớn được hình thành bởi đập của Nhà máy thủy điện Novosibirsk. Thành phố cách Moskva khoảng 2.800 km (1.700 dặm) về phía đông, cách Omsk 600 km về phía đông, cách Yekaterinburg 1.400 km về phía đông và cách Krasnoyarsk 645 km về phía tây.

## Lịch sử
Thành phố được thành lập vào năm 1893 tại địa điểm sau này của một cầu lớn trên đường sắt xuyên Xibiri vượt sông ở Siberia, sông Ob. Nó được đặt tên Novonikolayevsk (Новониколаевск), theo Nicôla thành Myra và đương kim Sa hoàng, Nikôlai II của Nga. Cây cầu được hoàn thành vào mùa xuân năm 1897, tạo nên khu định cư mới của trung tâm giao thông khu vực. Tầm quan trọng của thành phố tiếp tục tăng lên với việc hoàn thành của tuyến đường sắt Turkestan-Siberia trong những năm đầu thế kỷ 20. Tuyến đường sắt mới kết nối Novosibirsk đến Trung Á và Biển Caspi.
Tại thời điểm khai trương cầu, Novonikolayevsk có dân số 7.800 người. Khu định cư biên giới phát triển nhanh chóng. Ngân hàng đầu tiên được mở vào năm 1906, với tổng số năm ngân hàng hoạt động vào năm 1915. Năm 1907, Novosibirsk, lúc đó có dân số vượt quá 47.000 người, đã được cấp hạng thành phố với đầy đủ các quyền cho chính phủ tự quản. Thời kỳ trước cách mạng đã chứng kiến dân số của Novosibirsk đạt 80.000 người. Trong thời gian này các thành phố đã trải qua giai đoạn tăng trưởng kinh tế ổn định và nhanh chóng, trở thành một trong những trung tâm thương mại và công nghiệp lớn nhất của Siberia và phát triển một ngành công nghiệp chế biến nông nghiệp đáng kể, cũng như một nhà máy điện, xưởng đúc sắt, thị trường hàng hóa, một số ngân hàng, công ty thương mại và vận chuyển. Đến năm 1917, Novosibirsk có nhiều nhà thờ Chính Thống giáo và một nhà thờ Công giáo La Mã, một số rạp chiếu phim, bốn mươi trường tiểu học, trường trung học, một chủng viện giảng dạy, và trường trung học phi cổ điển nhà Romanov. Trong năm 1913, Novonikolayevsk đã trở thành một trong những nơi đầu tiên tại Nga phổ cập chương trình giáo dục tiểu học bắt buộc.
Cuộc nội chiến Nga đã gây tổn thất cho thành phố, với dịch bệnh trong thời chiến, đặc biệt là sốt phát ban và bệnh tả, tuyên bố hàng ngàn mạng sống. Trong quá trình chiến tranh, cầu sông Ob đã bị phá hủy và lần đầu tiên trong lịch sử của nó, dân số của Novonikolayevsk bắt đầu giảm. Các công nhân của Liên Xô và người lính "đại biểu của Novonikolayevsk nắm quyền kiểm soát của thành phố trong tháng 12 năm 1917. Trong tháng năm 1918, các tù binh Tiệp Khắc nổi lên đối lập với chính quyền cách mạng, cùng với Bạch vệ, đã chiếm Novonikolayevsk. Hồng quân đã chiếm thành phố vào năm 1919, giữ nó trong suốt phần còn lại của cuộc nội chiến.
Novonikolayevsk bắt đầu công quốc tái thiết vào năm 1921 khi bắt đầu chính sách kinh tế mới của Vladimir Ilyich Lenin. Nó là một phần của tỉnh Tomsk và phục vụ như là trung tâm hành chính của nó từ ngày 23 tháng 12 năm 1919 đến ngày 14 tháng 3 năm 1920. Từ ngày 13 tháng 6 năm 1921 đến ngày 25 tháng 5 năm 1925 đã được tách ra khỏi Tỉnh Tomsk. Nó được đặt tên mới của nó, Novosibirsk, trong năm 1926. Tên gọi mới có thể được dịch là "Thành phố Xibiri Mới".
Khi các thống đốc bị bãi bỏ, thành phố này đóng vai trò là trung tâm hành chính của Siberian Krai cho đến ngày 23 tháng 7 năm 1930 và của Tây Siberia Krai cho đến ngày 28 tháng 9 năm 1937, khi krai đó được tách ra thành Novosibirsk và Altai Krai. Kể từ đó, nó đã phục vụ như là trung tâm hành chính của thành phố Novosibirsk.
Đài tưởng niệm các anh hùng cách mạng được dựng lên ở trung tâm thành phố và là một trong những di tích lịch sử chính (về cơ bản mọi trẻ em đều phải đến thăm di tích trong các chuyến đi thực địa trong những năm thời Liên Xô). Bỏ bê trong những năm 1990 trong khi các khu vực khác được tái phát triển đã giúp bảo tồn nó trong thời kỳ hậu Xô Viết.
Trong quá trình thúc đẩy công nghiệp hóa của Joseph Stalin, Novosibirsk bảo đảm vị trí của nó như là một trong những trung tâm công nghiệp lớn nhất của Siberia. Một số cơ sở công nghiệp lớn được tạo lập trong thành phố, bao gồm cả nhà máy Sibkombain, chuyên sản xuất thiết bị khai thác nặng. Ngoài ra một chế biến kim loại nhà máy, một nhà máy chế biến thực phẩm và các doanh nghiệp công nghiệp khác và các nhà máy được xây dựng, cũng như một nhà máy điện mới. Nạn đói lớn của Liên Xô đã chứng kiến thấy dòng của hơn 170.000 người tị nạn đến Novosibirsk. Những người mới đến định cư tại doanh trại ở ngoại ô thành phố, dẫn đến nhiều khu nhà ổ chuột như Bolshaya Nakhalovka, Malaya Nakhalovka, và những nơi khác.
Nhanh chóng tăng trưởng và công nghiệp là lý do Novosibirsk có biệt danh: "Chicago của Siberia".
Đường ray xe điện đã hoạt động vào năm 1934, bởi thời gian này dân số đã đạt 287.000 người, khiến Novosibirsk trở thành thành phố lớn nhất ở Siberia. Một năm sau, cây cầu qua sông Ob được thay thế bởi cầu mới Kommunalny.
Từ năm 1941 đến 1942, hơn 50 nhà máy đáng kể đã được xây dựng và chuyển từ miền tây nước Nga đến thành phố Novosibirsk để giảm nguy cơ bị phá hủy trong chiến tranh, và tại thời điểm này, thành phố trở thành căn cứ tiếp tế chính cho Hồng quân. Trong thời gian này, thành phố cũng đã tiếp nhận hơn 140.000 người tị nạn.
Sự tăng trưởng nhanh chóng của thành phố đã thúc đẩy việc xây dựng một nhà máy điện thủy điện với công suất 400 MW, cần phải tạo ra của một hồ chứa nước khổng lồ, nay được gọi là Biển Ob. Như một kết quả trực tiếp của xây dựng của đài khu vực rộng lớn đất màu mỡ đã bị ngập lụt như đã di tích rừng thông trong khu vực; ngoài ra, không gian mới được tạo ra bởi bề mặt các của hồ chứa gây ra tốc độ gió trung bình tăng gấp đôi, tăng tốc độ xói mòn đất.
Trong những năm 1950, Chính phủ Liên Xô đã chỉ đạo một xây dựng một trung tâm nghiên cứu khoa học được xây dựng tại Novosibirsk, do đó, nhiều cơ sở nghiên cứu khoa học phức tạp của Akademgorodok được xây dựng khoảng 30 km (19 dặm) về phía nam trung tâm thành phố vào năm 1957. Chi nhánh Siberia của Viện Hàn lâm Khoa học có trụ sở chính ở Akademgorodok, và thị trấn tổ chức tổng cộng mười bốn tổ chức nghiên cứu và các trường đại học. Mặc dù sở hữu một cơ sở hạ tầng hoàn toàn tự trị, Akademgorodok về hành chính là một phần của Novosibirsk.
Ngày 2 tháng 9 năm 1962, dân số của Novosibirsk đạt mức 1 triệu người. Vào thời điểm đó, nó là thành phố trẻ nhất thế giới với hơn một triệu người. Novosibirsk mất ít hơn bảy mươi năm để đạt được cột mốc dân số này.
Năm 1979, công việc bắt đầu vào hệ thống tàu điện ngầm Novosibirsk, mà đỉnh cao trong việc mở cửa của tuyến đầu tiên vào năm 1985.
Ngày 1 tháng 8 năm 2008, Novosibirsk ở trung tâm của con đường của một nhật thực, với một khoảng thời gian 2 phút và 20 giây.
Thành phố xuất hiện trong trò chơi Metro Exodus 2019.

## Hành chính
Novosibirsk là trung tâm hành chính của vùng và, trong khuôn khổ của các bộ phận hành chính, nó cũng đóng vai trò là trung tâm hành chính của huyện Novosibirsky, mặc dù thành phố không phải là một phần của nó. Là một bộ phận hành chính, nó được hợp nhất thành một đơn vị hành chính của Thành phố Novosibirsk với vị thế ngang bằng với các quận. Là một bộ phận của thành phố, Thành phố Novosibirsk được thành lập với tư cách là Thành phố Okrug.
Các quận trong thành phố:
- Dzerzhinsky (Дзержинский)
- Kalininsky (Калининский)
- Kirovsky (Кировский)
- Leninsky (Ленинский)
- Oktyabrsky (Октябрьский)
- Pervomaysky (Первомайский)
- Sovetsky (Советский)
- Tsentralny (Центральный)
- Zayeltsovsky (Заельцовский)
- Zheleznodorozhny (Железнодорожный)

## Nhân khẩu
Theo Cơ quan Thống kê Nhà nước Liên bang, vào tháng 1 năm 2015, số lượng cư dân đã lên tới 1.567.087. Đây là một sự gia tăng so với Tổng điều tra dân số năm 2010, khi dân số của thành phố là 1.473.754.
Những người từ hơn tám mươi dân tộc và quốc tịch cư trú tại thành phố Novosibirsk. Các nhóm lớn nhất là người Nga, Yakut, người Đức, người Ukraina, người Tatar, người Do Thái và người Belarus.

## Sinh thái

### Thực vật
Những cây được biết đến nhiều nhất có nguồn gốc từ thành phố Novosibirsk là bạch dương, thông và aspen. Một số thanh lương trà châu Âu, sơn tra thông thường, Chi Vân sam và Chi Lãnh sam cũng có mặt. Các loài có nguồn gốc châu Âu như táo tây, Chi Tần bì, ulmus, chi Đoạn và sồi đã được giới thiệu thành công.

## Địa lí

### Vị trí
Thành phố nằm bên bờ sông Ob ở đồng bằng Tây Xibia. Ở phía nam của thành phố là cao nguyên Priobskoye.

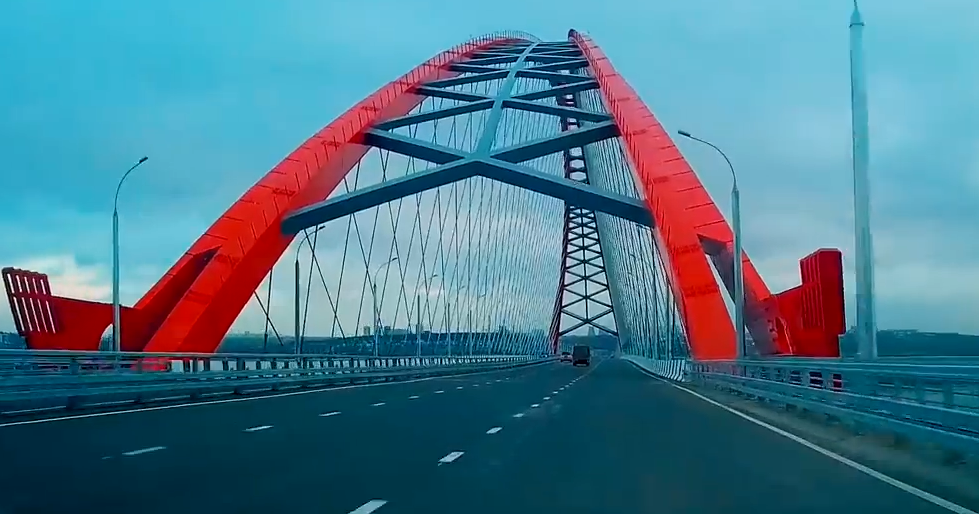
Cầu Bugrinsky trên sông Obi.

### Khí hậu
Khí hậu ở thành phố Novosibirsk là đặc trưng của vùng Siberia, với bầu trời trong lành và nhiệt độ mùa đông thấp hơn nhiều so với mức đóng băng. Lý do cho những nhiệt độ này là sự vắng mặt của những đại dương gần đó. Dãy núi Ural ngăn chặn các khối không khí Đại Tây Dương đến Siberia và thiếu những ngọn núi cao ở phía bắc thành phố Novosibirsk, có thể cản trở gió Bắc cực lạnh. Trên thực tế, Novosibirsk là thành phố có dân số đông đáng kể thứ hai tọa lạc ở xa đại dương, đầu tiên là Ürümqi ở Trung Quốc.
Thành phố có Khí hậu lục địa ẩm ướt (Köppen Dfb), với mùa hè ấm áp và mùa đông lạnh buốt. Tuyết rơi thường xuyên, rơi vào gần một nửa số ngày mùa đông, nhưng tuyết rơi riêng lẻ thường nhẹ. Nhiệt độ trung bình vào mùa hè từ +15 °C (59 °F) đến +26 °C (79 °F) và vào mùa đông từ −20 °C (4 °F) đến −12 °C (10 °F). Tuy nhiên, nhiệt độ mùa đông có thể xuống thấp từ −30 °C (22 °F) đến −35 °C (−31 °F) và nhiệt độ mùa hè có thể lên tới +30 °C (86 °F) đến + 35 °C (95 °F). Sự chênh lệch giữa nhiệt độ cao nhất và thấp nhất được ghi nhận là 88 °C (158 °F).
Khách du lịch đến từ các quốc gia có khí hậu nhiệt đới hay thậm chí ôn hòa đều có thể thấy khó khăn để thích nghi với mùa đông ở thành phố Novosibirsk, nhưng nó có thể không phải là vấn đề lớn đối với những người đến từ các quốc gia lạnh tương tự ở phía bắc. Đôi khi, những đợt lạnh thấu xương có thể xảy ra liên tục trong một số ngày, nhưng nhiệt độ −40 °C (−40 °F) và thấp hơn không xảy ra hàng năm. Vào mùa xuân, đường phố và đường trở nên bẩn do bùn và tuyết tan, trong khi thời tiết vẫn lạnh.
| Dữ liệu khí hậu của Novosibirsk (1981–2010)               | Dữ liệu khí hậu của Novosibirsk (1981–2010) | Dữ liệu khí hậu của Novosibirsk (1981–2010) | Dữ liệu khí hậu của Novosibirsk (1981–2010) | Dữ liệu khí hậu của Novosibirsk (1981–2010) | Dữ liệu khí hậu của Novosibirsk (1981–2010) | Dữ liệu khí hậu của Novosibirsk (1981–2010) | Dữ liệu khí hậu của Novosibirsk (1981–2010) | Dữ liệu khí hậu của Novosibirsk (1981–2010) | Dữ liệu khí hậu của Novosibirsk (1981–2010) | Dữ liệu khí hậu của Novosibirsk (1981–2010) | Dữ liệu khí hậu của Novosibirsk (1981–2010) | Dữ liệu khí hậu của Novosibirsk (1981–2010) | Dữ liệu khí hậu của Novosibirsk (1981–2010) |
| Tháng                                                     | 1                                           | 2                                           | 3                                           | 4                                           | 5                                           | 6                                           | 7                                           | 8                                           | 9                                           | 10                                          | 11                                          | 12                                          | Năm                                         |
| --------------------------------------------------------- | ------------------------------------------- | ------------------------------------------- | ------------------------------------------- | ------------------------------------------- | ------------------------------------------- | ------------------------------------------- | ------------------------------------------- | ------------------------------------------- | ------------------------------------------- | ------------------------------------------- | ------------------------------------------- | ------------------------------------------- | ------------------------------------------- |
| Cao kỉ lục °C (°F)                                        | 4.1 (39.4)                                  | 5.1 (41.2)                                  | 14.4 (57.9)                                 | 30.7 (87.3)                                 | 36.1 (97.0)                                 | 36.6 (97.9)                                 | 35.9 (96.6)                                 | 35.7 (96.3)                                 | 33.2 (91.8)                                 | 27.2 (81.0)                                 | 11.5 (52.7)                                 | 4.8 (40.6)                                  | 36.6 (97.9)                                 |
| Trung bình ngày tối đa °C (°F)                            | −12.1 (10.2)                                | −9.7 (14.5)                                 | −1.9 (28.6)                                 | 8.1 (46.6)                                  | 18.8 (65.8)                                 | 23.4 (74.1)                                 | 25.4 (77.7)                                 | 22.8 (73.0)                                 | 16.0 (60.8)                                 | 7.6 (45.7)                                  | −3.5 (25.7)                                 | −9.9 (14.2)                                 | 7.1 (44.8)                                  |
| Trung bình ngày °C (°F)                                   | −16.5 (2.3)                                 | −14.8 (5.4)                                 | −7.6 (18.3)                                 | 2.3 (36.1)                                  | 11.8 (53.2)                                 | 17.1 (62.8)                                 | 19.4 (66.9)                                 | 16.6 (61.9)                                 | 10.2 (50.4)                                 | 3.1 (37.6)                                  | −6.9 (19.6)                                 | −14.0 (6.8)                                 | 1.7 (35.1)                                  |
| Tối thiểu trung bình ngày °C (°F)                         | −20.9 (−5.6)                                | −19.5 (−3.1)                                | −12.8 (9.0)                                 | −2.4 (27.7)                                 | 5.6 (42.1)                                  | 11.2 (52.2)                                 | 13.8 (56.8)                                 | 11.2 (52.2)                                 | 5.6 (42.1)                                  | −0.4 (31.3)                                 | −10.3 (13.5)                                | −18.3 (−0.9)                                | −3.1 (26.4)                                 |
| Thấp kỉ lục °C (°F)                                       | −46.2 (−51.2)                               | −46.3 (−51.3)                               | −36.4 (−33.5)                               | −29.1 (−20.4)                               | −8.6 (16.5)                                 | −2.2 (28.0)                                 | 1.5 (34.7)                                  | 0.0 (32.0)                                  | −6.9 (19.6)                                 | −26.4 (−15.5)                               | −40 (−40)                                   | −45.7 (−50.3)                               | −46.3 (−51.3)                               |
| Lượng Giáng thủy trung bình mm (inches)                   | 25 (1.0)                                    | 18 (0.7)                                    | 17 (0.7)                                    | 27 (1.1)                                    | 34 (1.3)                                    | 55 (2.2)                                    | 66 (2.6)                                    | 60 (2.4)                                    | 43 (1.7)                                    | 45 (1.8)                                    | 37 (1.5)                                    | 33 (1.3)                                    | 460 (18.1)                                  |
| Số ngày mưa trung bình                                    | 1                                           | 1                                           | 2                                           | 8                                           | 13                                          | 14                                          | 14                                          | 14                                          | 16                                          | 12                                          | 5                                           | 1                                           | 101                                         |
| Số ngày tuyết rơi trung bình                              | 23                                          | 19                                          | 15                                          | 9                                           | 3                                           | 0.1                                         | 0                                           | 0                                           | 1                                           | 11                                          | 20                                          | 25                                          | 126                                         |
| Độ ẩm tương đối trung bình (%)                            | 82                                          | 81                                          | 77                                          | 65                                          | 58                                          | 66                                          | 73                                          | 75                                          | 75                                          | 78                                          | 83                                          | 83                                          | 75                                          |
| Số giờ nắng trung bình tháng                              | 67                                          | 107                                         | 166                                         | 213                                         | 264                                         | 302                                         | 304                                         | 245                                         | 170                                         | 100                                         | 58                                          | 45                                          | 2.041                                       |
| Nguồn 1: Pogoda.ru.net                                    |                                             |                                             |                                             |                                             |                                             |                                             |                                             |                                             |                                             |                                             |                                             |                                             |                                             |
| Nguồn 2: Danish Meteorological Institute (sun, 1931–1960) |                                             |                                             |                                             |                                             |                                             |                                             |                                             |                                             |                                             |                                             |                                             |                                             |                                             |

| Dữ liệu khí hậu của Novosibirsk (1961-1990)                                                                                         | Dữ liệu khí hậu của Novosibirsk (1961-1990) | Dữ liệu khí hậu của Novosibirsk (1961-1990) | Dữ liệu khí hậu của Novosibirsk (1961-1990) | Dữ liệu khí hậu của Novosibirsk (1961-1990) | Dữ liệu khí hậu của Novosibirsk (1961-1990) | Dữ liệu khí hậu của Novosibirsk (1961-1990) | Dữ liệu khí hậu của Novosibirsk (1961-1990) | Dữ liệu khí hậu của Novosibirsk (1961-1990) | Dữ liệu khí hậu của Novosibirsk (1961-1990) | Dữ liệu khí hậu của Novosibirsk (1961-1990) | Dữ liệu khí hậu của Novosibirsk (1961-1990) | Dữ liệu khí hậu của Novosibirsk (1961-1990) | Dữ liệu khí hậu của Novosibirsk (1961-1990) |
| Tháng | 1                                           | 2                                           | 3                                           | 4                                           | 5                                           | 6                                           | 7                                           | 8                                           | 9                                           | 10                                          | 11                                          | 12                                          | Năm                                         |
| --- | ------------------------------------------- | ------------------------------------------- | ------------------------------------------- | ------------------------------------------- | ------------------------------------------- | ------------------------------------------- | ------------------------------------------- | ------------------------------------------- | ------------------------------------------- | ------------------------------------------- | ------------------------------------------- | ------------------------------------------- | ------------------------------------------- |
| Trung bình ngày tối đa °C (°F) | −12.2 (10.0)                                | −10.3 (13.5)                                | −2.6 (27.3)                                 | 8.1 (46.6)                                  | 17.5 (63.5)                                 | 24.0 (75.2)                                 | 25.7 (78.3)                                 | 22.2 (72.0)                                 | 16.6 (61.9)                                 | 6.8 (44.2)                                  | −2.9 (26.8)                                 | −8.9 (16.0)                                 | 7.0 (44.6)                                  |
| Trung bình ngày °C (°F) | −16.2 (2.8)                                 | −14.7 (5.5)                                 | −7.2 (19.0)                                 | 3.2 (37.8)                                  | 11.6 (52.9)                                 | 18.2 (64.8)                                 | 20.2 (68.4)                                 | 17.0 (62.6)                                 | 11.5 (52.7)                                 | 3.4 (38.1)                                  | −6.0 (21.2)                                 | −12.7 (9.1)                                 | 2.4 (36.3)                                  |
| Tối thiểu trung bình ngày °C (°F)                                                                                                   | −20.1 (−4.2)                                | −19.1 (−2.4)                                | −11.8 (10.8)                                | −1.7 (28.9)                                 | 5.6 (42.1)                                  | 12.3 (54.1)                                 | 14.7 (58.5)                                 | 11.7 (53.1)                                 | 6.4 (43.5)                                  | 0.0 (32.0)                                  | −9.1 (15.6)                                 | −16.4 (2.5)                                 | −2.3 (27.9)                                 |
| Lượng Giáng thủy trung bình mm (inches)                                                                                             | 19 (0.7)                                    | 14 (0.6)                                    | 15 (0.6)                                    | 24 (0.9)                                    | 36 (1.4)                                    | 58 (2.3)                                    | 72 (2.8)                                    | 66 (2.6)                                    | 44 (1.7)                                    | 38 (1.5)                                    | 32 (1.3)                                    | 24 (0.9)                                    | 442 (17.4)                                  |
| Nguồn: "Mean monthly climatic data for the city of Novosibirsk from 1961 to 1990". Roshydromet. Truy cập ngày 17 tháng 10 năm 2010. |                                             |                                             |                                             |                                             |                                             |                                             |                                             |                                             |                                             |                                             |                                             |                                             |                                             |

## Phát thanh truyền hình
Novosibirsk là nơi có trạm chuyển tiếp sóng ngắn mạnh nhất của Nga ở phía đông dãy núi Ural. Trạm chuyển tiếp này có thể đến hầu hết Nam Á, Trung Đông và Trung Quốc. Các trạm chuyển tiếp Magadan và Vladivostok khi được vận hành cùng với Novosibirsk có thể đảm bảo rằng Tiếng nói của Nga hoặc bất kỳ thời gian thuê đài truyền hình nào khác tại Novosibirsk được nghe thấy trong khu vực mục tiêu dự định.

## Giao thông
Novosibirsk là thành phố lớn thứ ba ở Nga (chỉ sau thủ đô Moskva và St. Petersburg) và là thành phố đầu tiên ở Siberia, nơi một hệ thống tàu điện ngầm được thành lập (Tàu điện ngầm Novosibirsk, được khai trương vào năm 1985). Đây là một điểm dừng chính trên Đường sắt xuyên Sibir và đầu phía bắc của Đường sắt Turkestan-Siberia. Thành phố được phục vụ bởi sân bay Tolmachevo với các chuyến bay thường xuyên đến châu Âu và châu Á cũng như các thành phố khác của Nga. Tolmachevo là trung tâm của S7 Airlines. Ngoài ra còn có sân bay Yeltsovka phụ trợ. Một lĩnh vực nhỏ hơn cho hàng không chung tại sân bay Novosibirsk Severny đã bị đóng cửa vào năm 2012.
Từ các phương thức vận tải khác, có một chiếc xe buýt (ra mắt năm 1923), xe điện (ra mắt năm 1934), xe đẩy (ra mắt năm 1957) và marshrutkas.

## Kinh tế

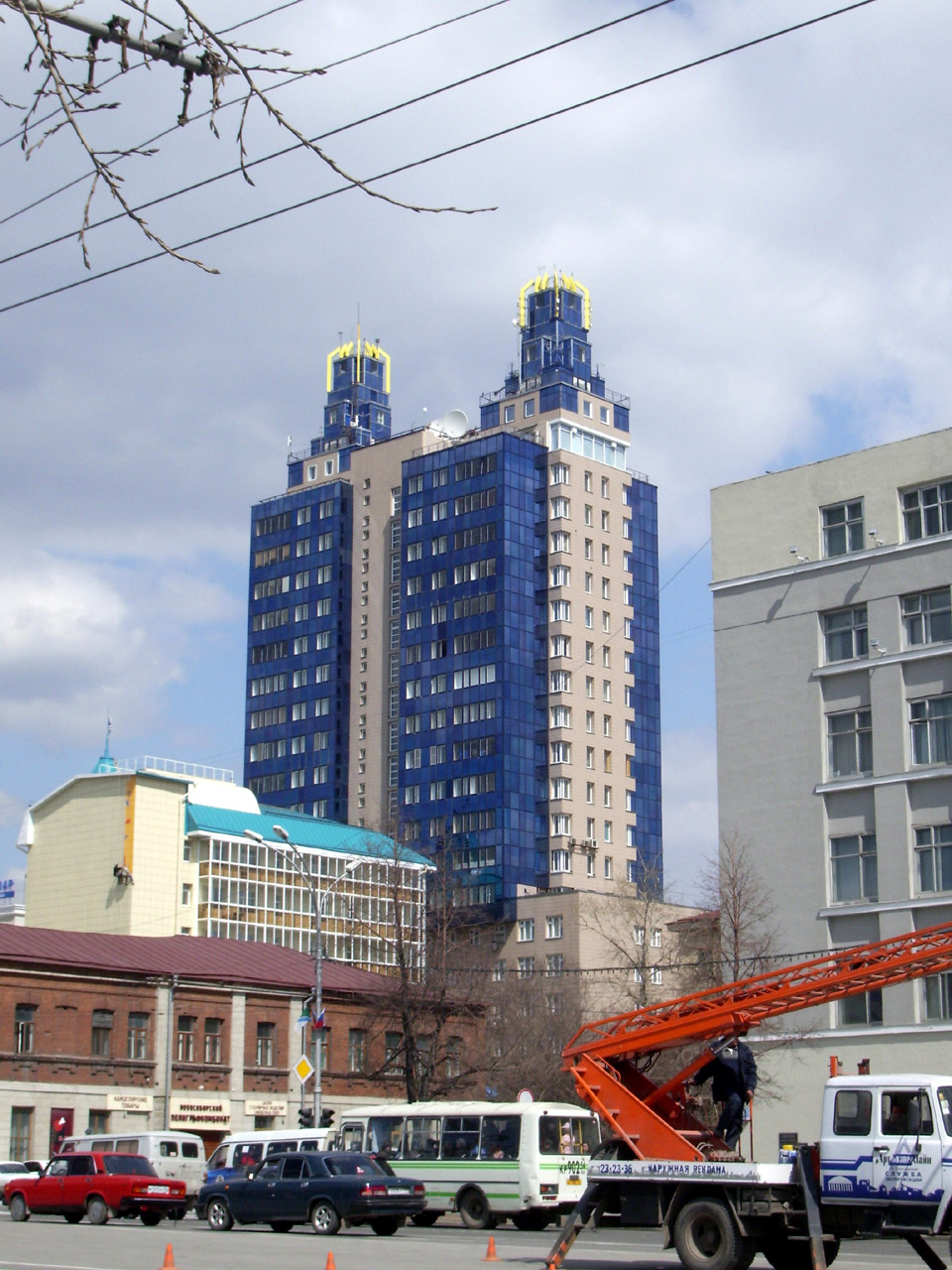
Một trong những tòa nhà cao tầng mới của thành phố, ảnh từ năm 2006

Novosibirsk là một trung tâm công nghiệp lớn. Tổ hợp công nghiệp bao gồm 214 doanh nghiệp công nghiệp lớn và quy mô trung bình. Những sản phẩm này sản xuất hơn hai phần ba tổng sản lượng công nghiệp của khu vực Novosibirsk. Các ngành công nghiệp hàng đầu là hàng không vũ trụ (Nhà máy máy bay Novosibirsk của Chkalov), nhiên liệu hạt nhân (Nhà máy tập trung hóa chất Novosibirsk), máy phát điện tuabin và thủy điện (NPO ELSIB), máy móc dệt (Textilmach), máy móc nông nghiệp (NPO "Sibselmash"), sản xuất các thiết bị điện tử (Nhà máy và Cơ sở thiết kế các thiết bị bán dẫn của New Zealand, New Zealand, Nhà máy luyện kim OXID, các nhà máy luyện kim và luyện kim (Nhà máy luyện kim của hãng Kibmina, Nhà máy luyện kim của Tinibib "OJSC, và Công ty" Nhà máy kim loại hiếm).
Theo đài truyền hình RBC Novosibirsk chiếm vị trí thứ ba trong năm 2008 trong danh sách các thành phố của Nga hấp dẫn nhất đối với doanh nghiệp (năm 2007, nó được đặt thứ mười ba).
Trước khi chuyển trụ sở chính về Ob, S7 Airlines đã có trụ sở chính tại thành phố Novosibirsk.
Trụ sở của một số công ty lớn của Nga được đặt tại thành phố Novosibirsk:
- RATM Holding
- Antonov (công ty máy bay) NAPO được đặt theo tên của Chkalov
- Belon
- Trung tâm công nghệ tài chính
- Bờ biển Siberia »Công ty thực phẩm (cho đến năm 2009)
- Công ty CNTT NETA (bán lẻ, tích hợp hệ thống, bán phần mềm)
- Parallels IT Company (phần mềm ảo hóa)
- Công ty thực phẩm Inmarko
- Tổng công ty thực phẩm Siberia
- Nhà máy điện chân không (nhà máy sản xuất chai thủy tinh lớn nhất ở châu Á)
- NPO NIIIP-New Zealand
- 2GIS

## Thể thao

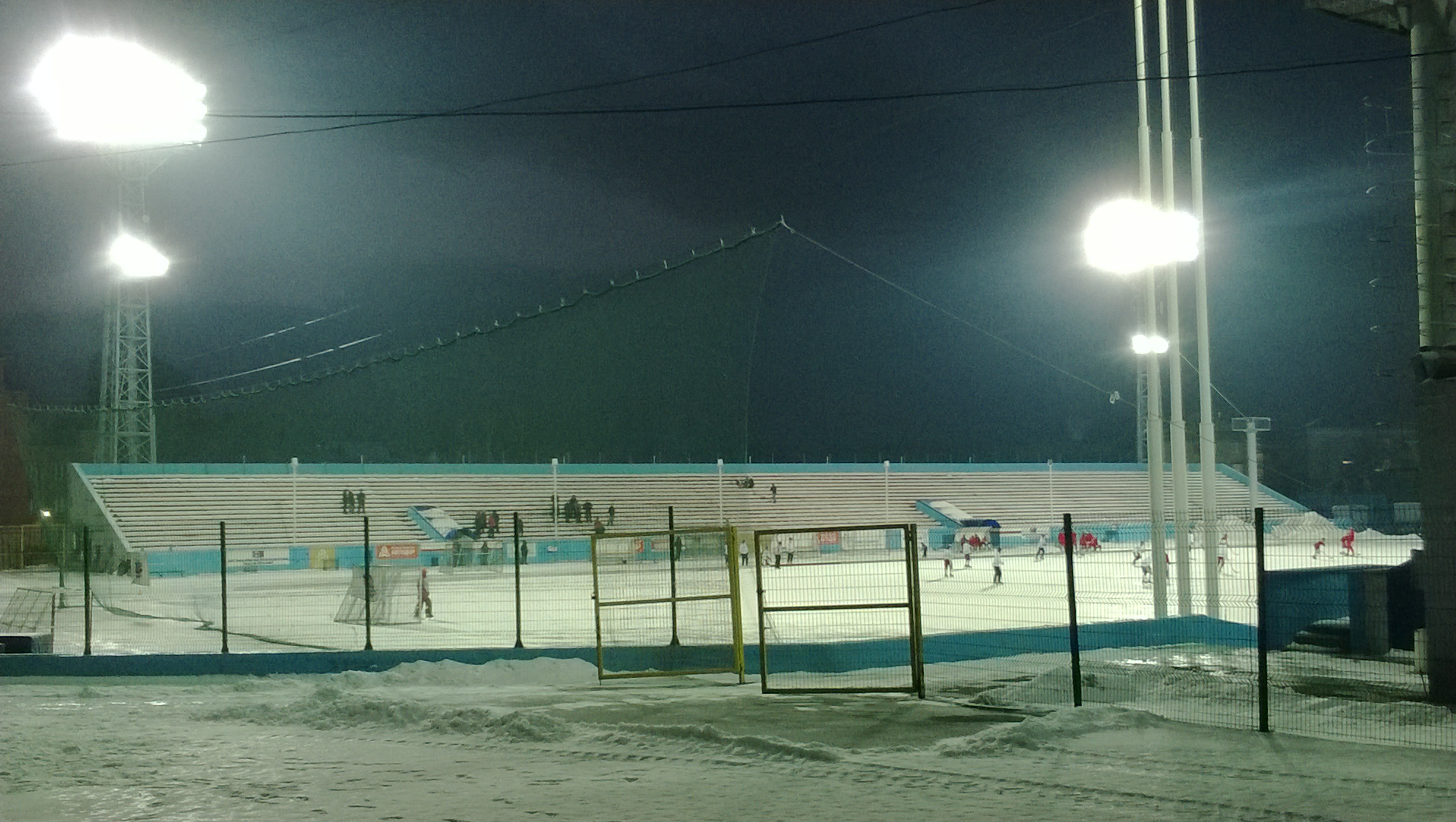
Một trận bandy tại sân vận động Sibselmash

Một số câu lạc bộ thể thao chuyên nghiệp có trụ sở ở thành phố.
| Đội                     | Môn        | Thành lập | Giải                              | League rank | Sân vận đọng            |
| ----------------------- | ---------- | --------- | --------------------------------- | ----------- | ----------------------- |
| Sibir Novosibirsk       | Football   | 1936      | National Football League          | 2nd         | Spartak Stadium         |
| Sibir Novosibirsk       | Ice hockey | 1962      | Kontinental Hockey League         | 1st         | Ice Sports Palace Sibir |
| Sibselmash Novosibirsk  | Bandy      | 1937      | Russian Bandy Super League        | 1st         | Sibselmash Stadium      |
| BC Novosibirsk          | Basketball | 2011      | Basketball Super League           | 2nd         | SKK Sever               |
| Dynamo-GUVD Novosibirsk | Basketball | 1955      | Women's Basketball Premier League | 1st         | SKK Sever               |
| Lokomotiv Novosibirsk   | Volleyball | 1977      | Volleyball Super League           | 1st         | SKK Sever               |
| Sibiryak Novosibirsk    | Futsal     | 1988      | Futsal Super League               | 1st         | NSAAA Sports Hall       |

Novosibirsk là thành phố quê hương của một số cựu vận động viên Olympics, bao gồm cả Aleksandr Aleksandrovich Karelin, nhà vô địch đô vật thế giới mười hai lần Greco-Roman, người đã được FILA bầu chọn là đô vật Greco-Roman vĩ đại nhất thế kỷ XX.
Thành phố cũng tổ chức một số sự kiện Ice Speedway quốc gia và quốc tế. Siberia Novosibirsk thi đấu tại Giải vô địch trượt băng tốc độ băng Nga năm 2012/13 và sẽ làm lại vào năm 2013/2014.

## Âm nhạc
Một số nghệ sĩ violin cổ điển đương đại, chẳng hạn như Vadim Repin, cố quá cố Alexander Skwortsow, Natalia Lomeiko và Maxim Vengerov, là người bản địa của thành phố Novosibirsk. Cũng sinh ra trong thành phố là huyền thoại punk, nhà thơ và ca sĩ kiêm nhạc sĩ Yanka Dyagileva, rocker punk bi thảm Dmitry Selivanov, ca sĩ nhạc dân gian / dân gian Pelageya Khanova và cellist Tatjana Vassiljeva.
Thành phố sở hữu một Nhạc viện (được đặt tên để vinh danh Mikhail Ivanovich Glinka); Nhà hát Philharmony của thành phố Novosibirsk, đó là quê hương của Dàn nhạc giao hưởng hàn lâm của thành phố Novosibirsk, Dàn nhạc thính phòng của nhóm nhạc Philibarmonic, Dàn nhạc giao hưởng hàn lâm Nga và các nhóm nhạc khác; Nhà hát Opera và Ba lê Operaibibu, và một số địa điểm âm nhạc đáng chú ý.

## Giáo dục

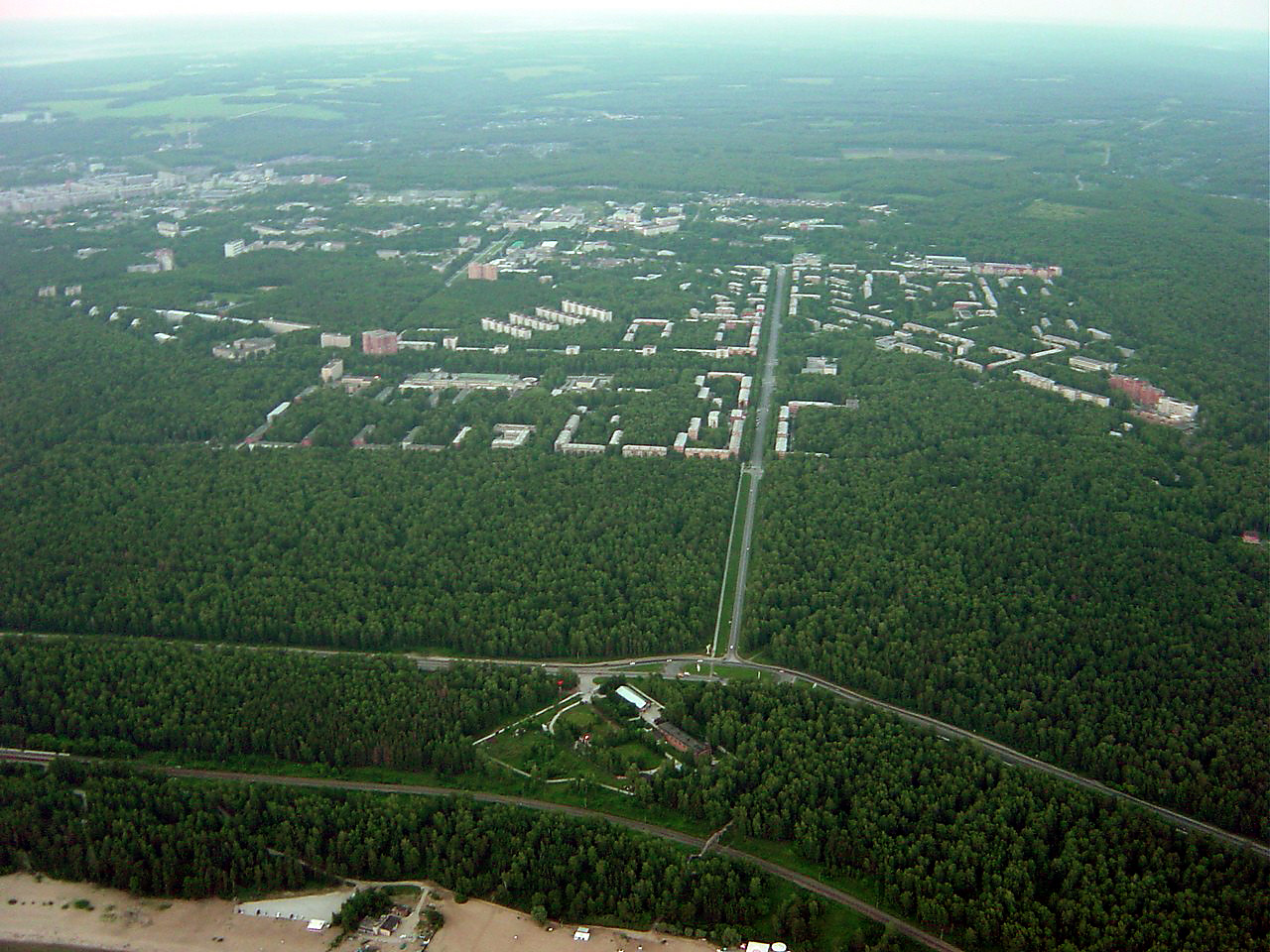
Không ảnh của Akademgorodok

Novosibirsk là nơi có các tổ chức giáo dục cao cấp sau đây (bằng thạc sĩ và tiến sĩ):
- Nhạc viện bang Novosibirsk (1956)
- Trường đại học nông nghiệp quốc gia
- Đại học Kiến trúc và Xây dựng Nhà nước Novosibirsk (1930)
- Đại học Y khoa bangibibib (1935)
- Đại học sư phạm bang Novosibirsk (1935)
- Đại học bang Novosibirsk (1959)
- Đại học Kỹ thuật Nhà nước Novosibirsk (1950)
- Đại học Khoa học Thông tin và Viễn thông Nhà nước Siberia (1953)
- Học viện sân khấu quốc gia Novosibirsk (1960)
- Học viện Kiến trúc và Nghệ thuật Bang Novosibirsk (1989)
- Học viện kỹ thuật giao thông đường thủy của bangibibib (1951)
- Đại học Hợp tác xã tiêu dùng Siberia (1956)
- Đại học Kinh tế và Quản lý Bang Novosibirsk (1929)
- Học viện trắc địa bang Siberia (1933)
- Đại học Giao thông vận tải nhà nước Siberia (1932)
- Viện nghiên cứu quốc gia về nghiên cứu quốc gia tại Đại học bang Tomsk (1878)

Akademgorodok là một vùng ngoại ô của thành phố Novosibirsk dành riêng cho khoa học. Nó chứa bộ phận Siberia của Viện Hàn lâm Khoa học Nga và là địa điểm của Đại học Bang Novosibirsk. (Tất cả các tổ chức giáo dục đại học khác nằm ở phần trung tâm của thành phố.)
Trường chất lượng quốc tế QSI Novosibirsk, trước đây tọa lạc tại Akademgorodok, được khai trương vào năm 2008.

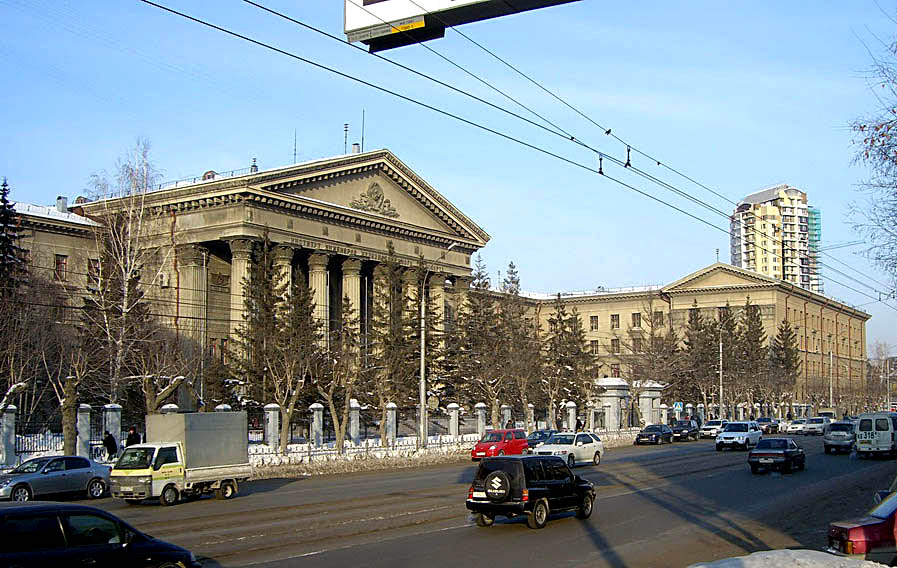
Siberian State Transport University
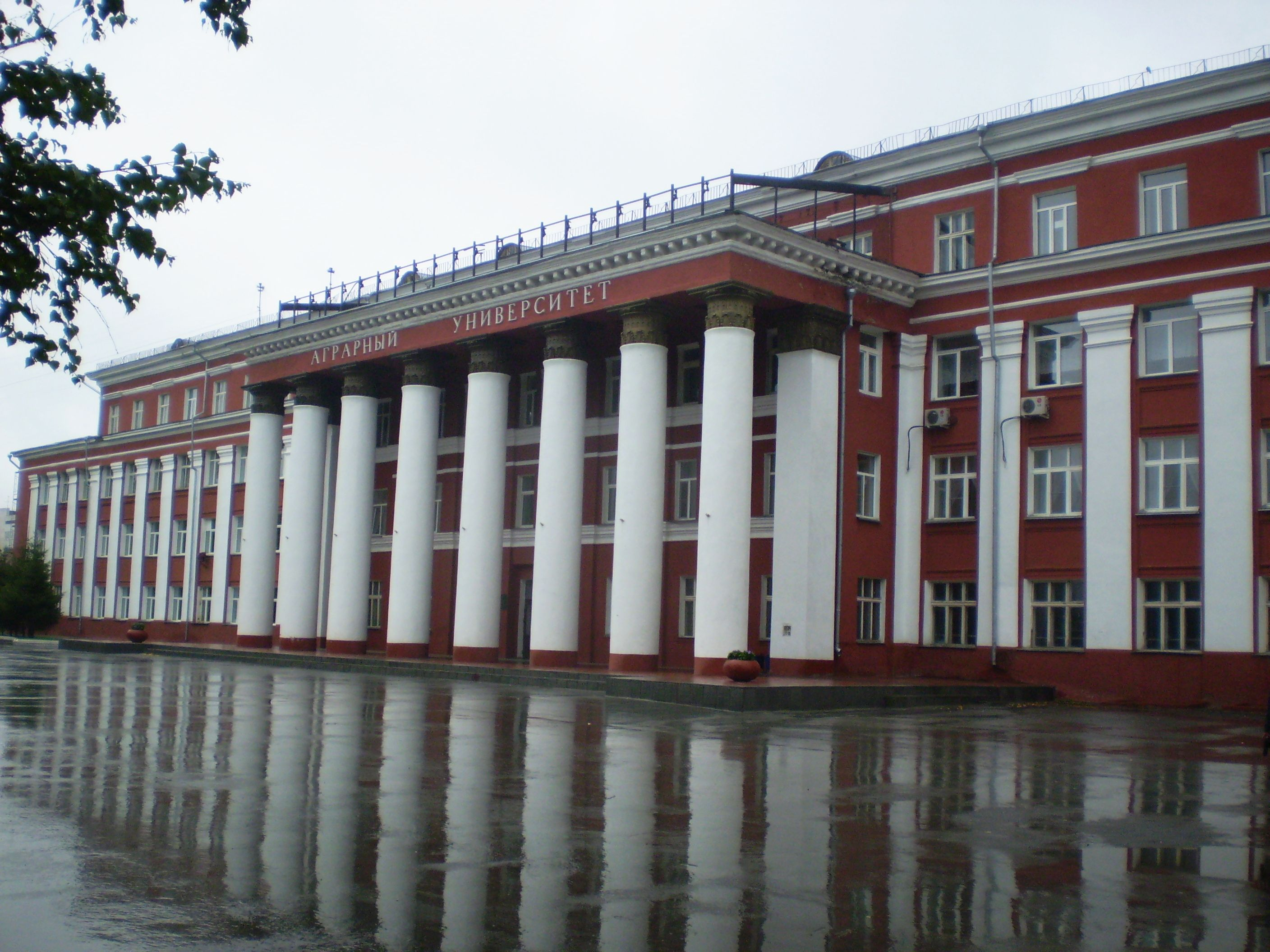
Novosibirsk State Agricultural University
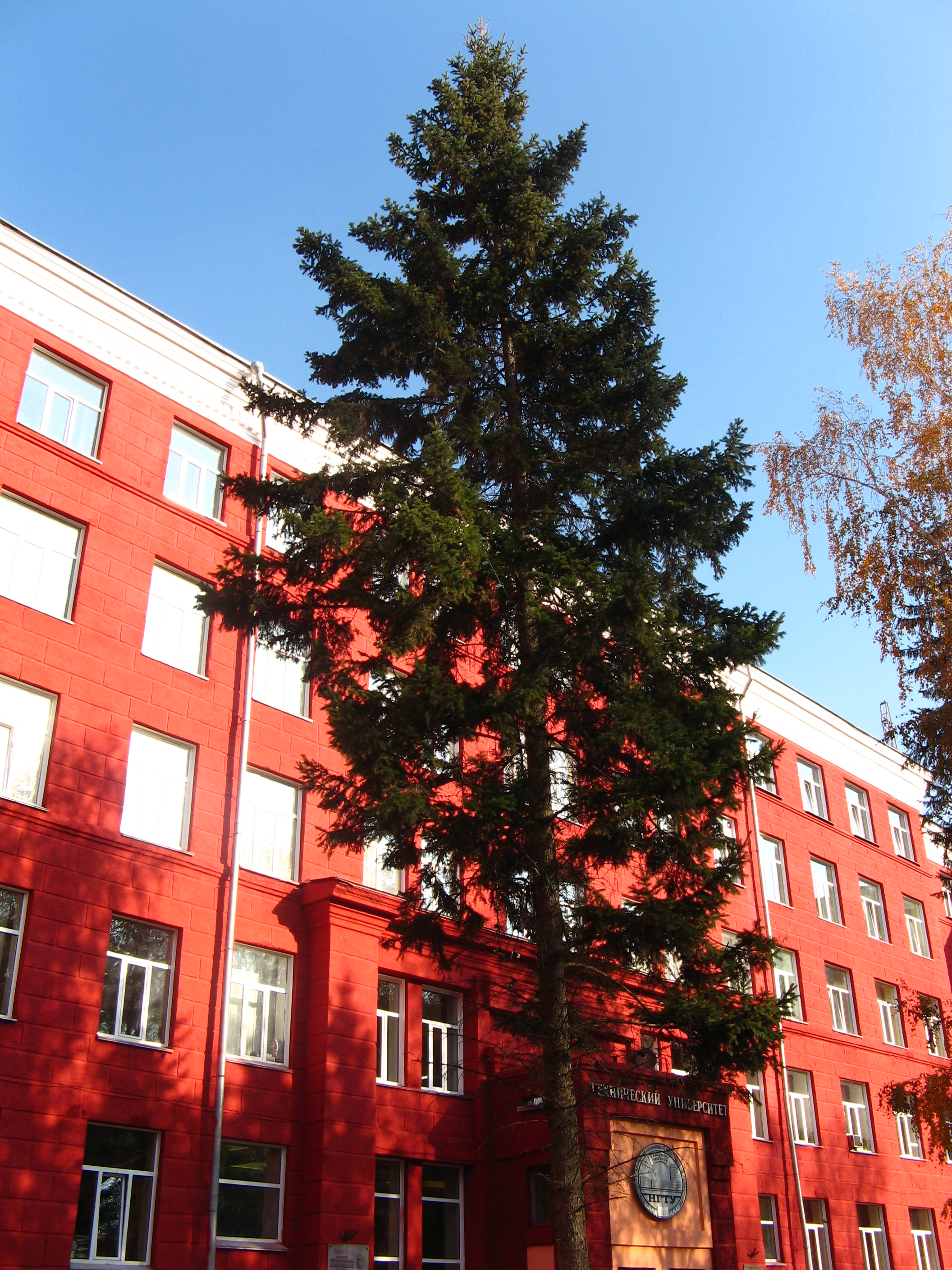
Novosibirsk State Technical University, Main Building
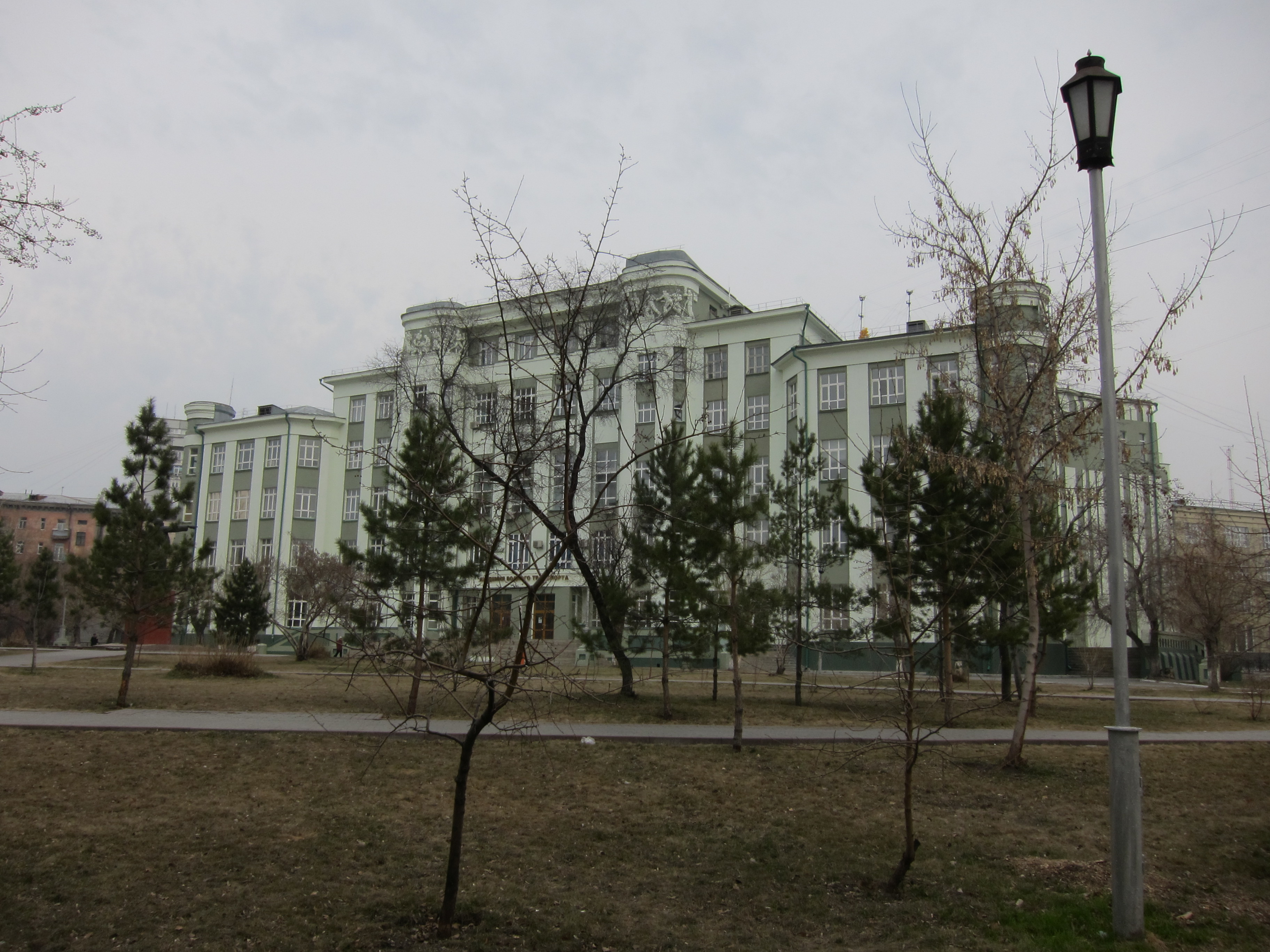
Novosibirsk State Academy of Water Transportation Engineering
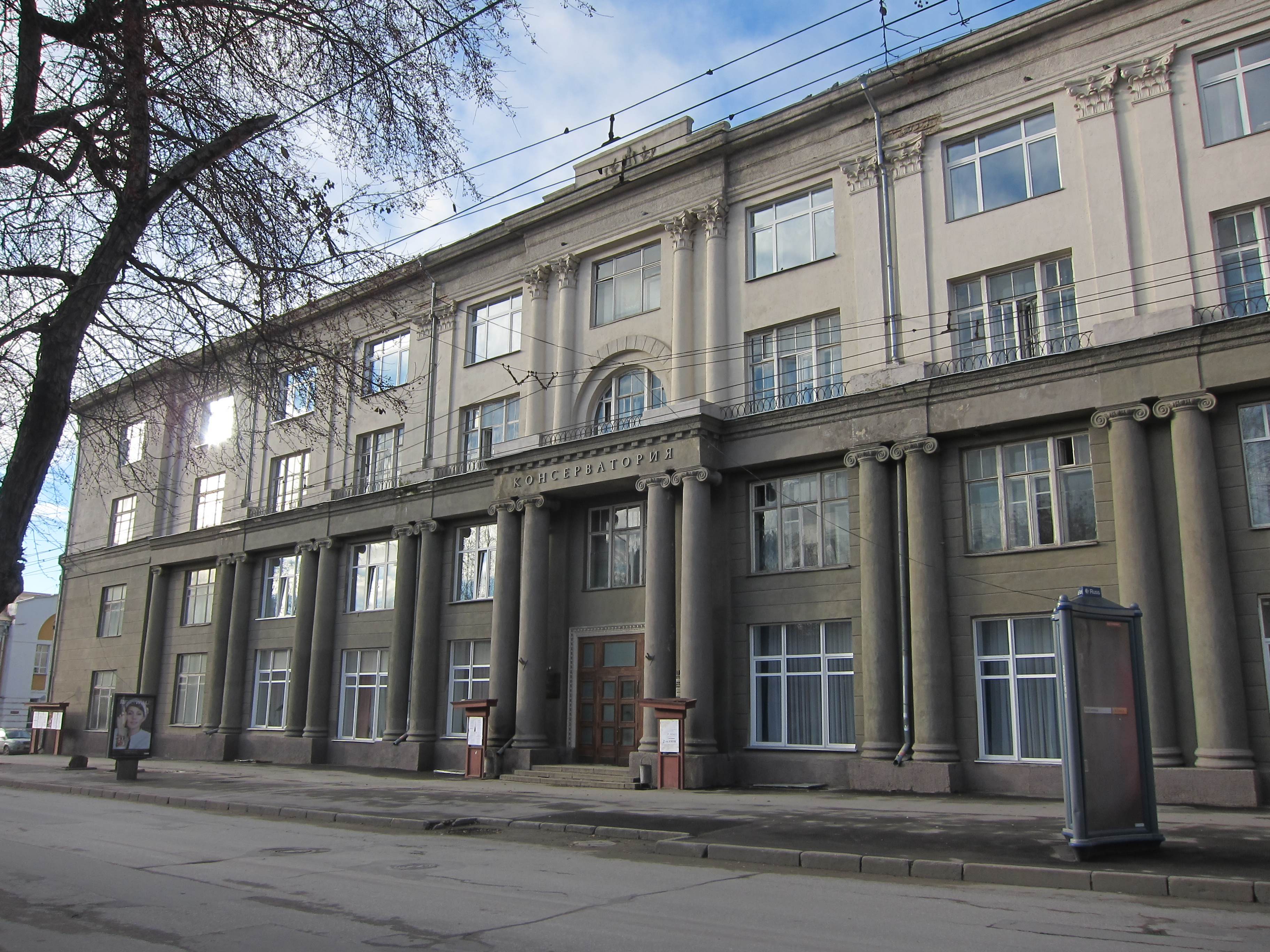
Novosibirsk State Conservatoire named after M.I. Glinka
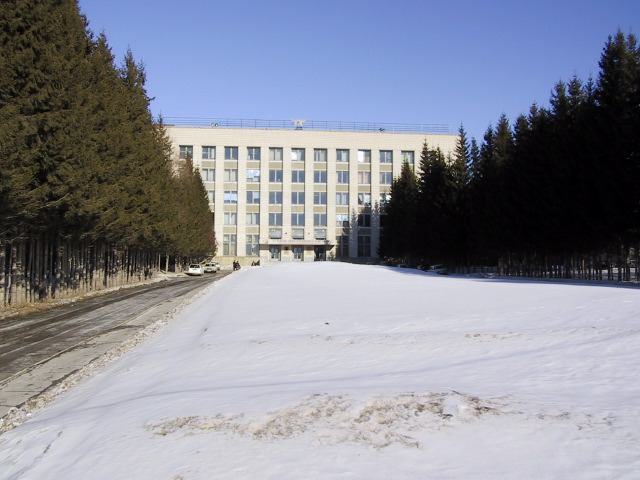
Budker Institute of Nuclear Physics
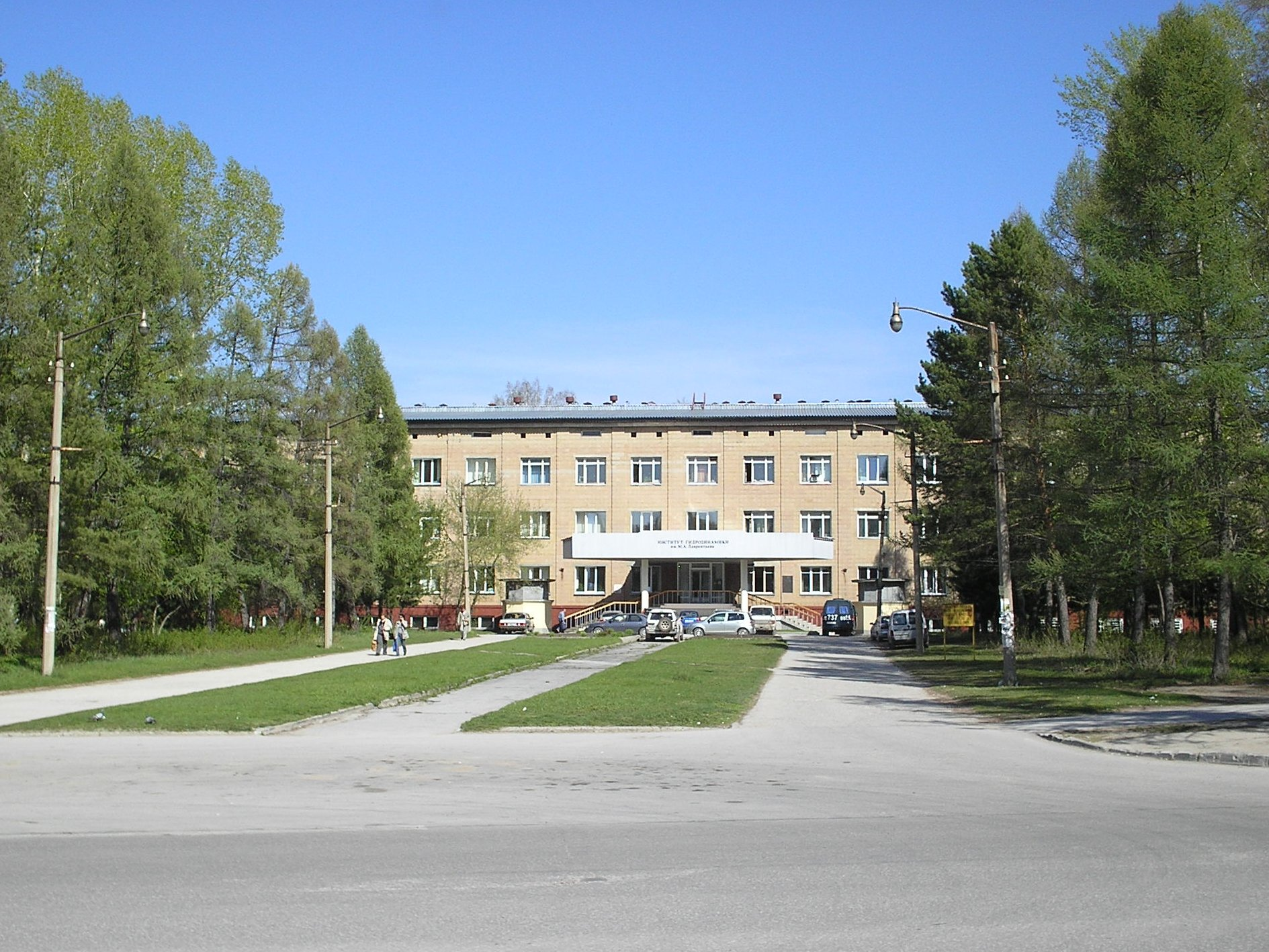
Lavrentyev Institute of Hydrodynamics, Siberian Branch of the Russian Academy of Sciences
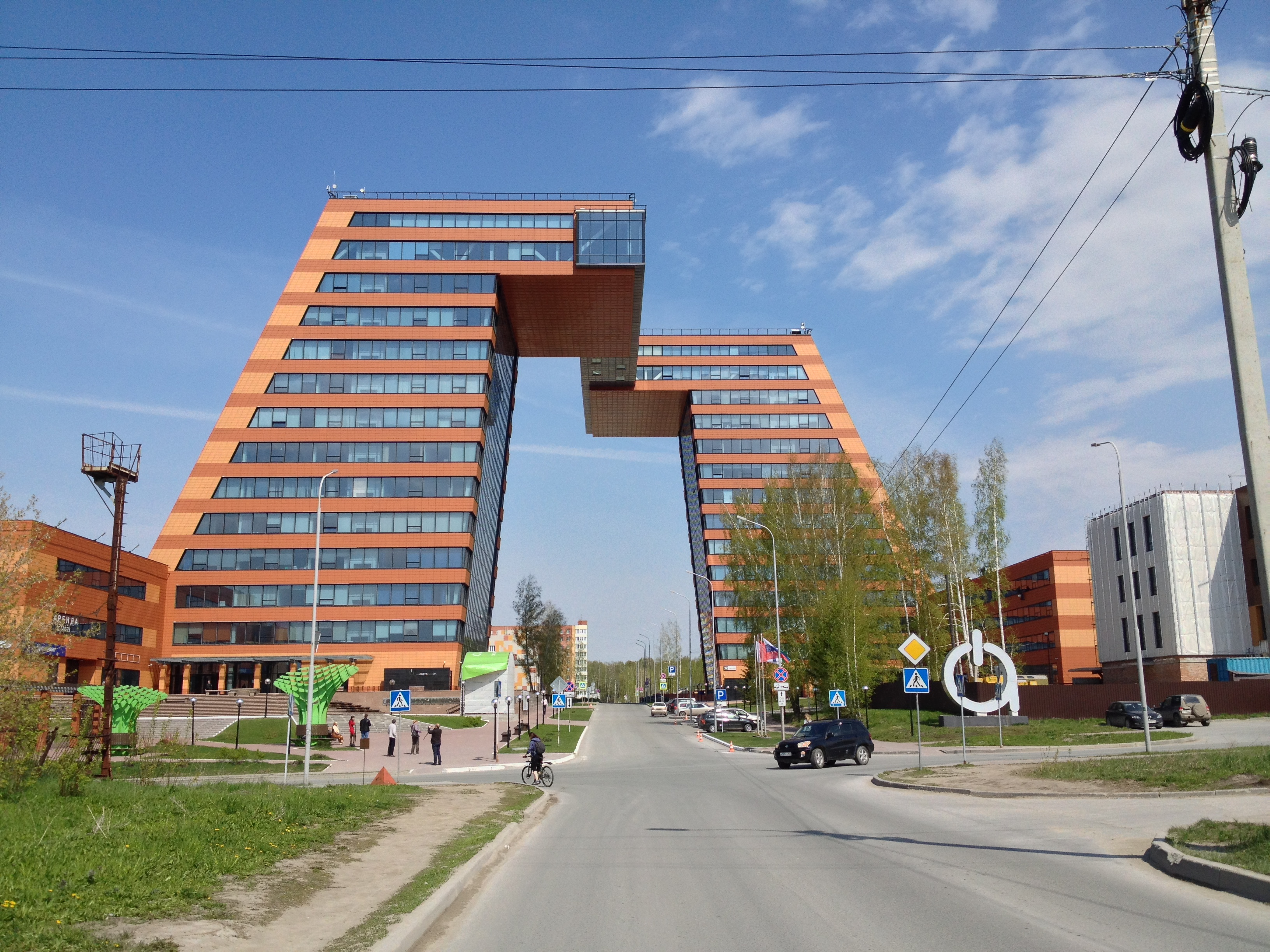
Akademgorodok

## Văn hóa
- Rạp hát
- Nhà hát Opera và Múa Ba lê Novosibirsk (khai trương năm 1945)
- Nhà hát kịch "Nhà cũ"
- Nhà hát Globus
- Nhà hát kịch "Red Torch" của đạo diễn Novosibirsk, do Timofey Kulyabin đạo diễn từ năm 2015 [41]
- Nhà hát âm nhạc
- Nhà hát kịch Na Levom Beregu

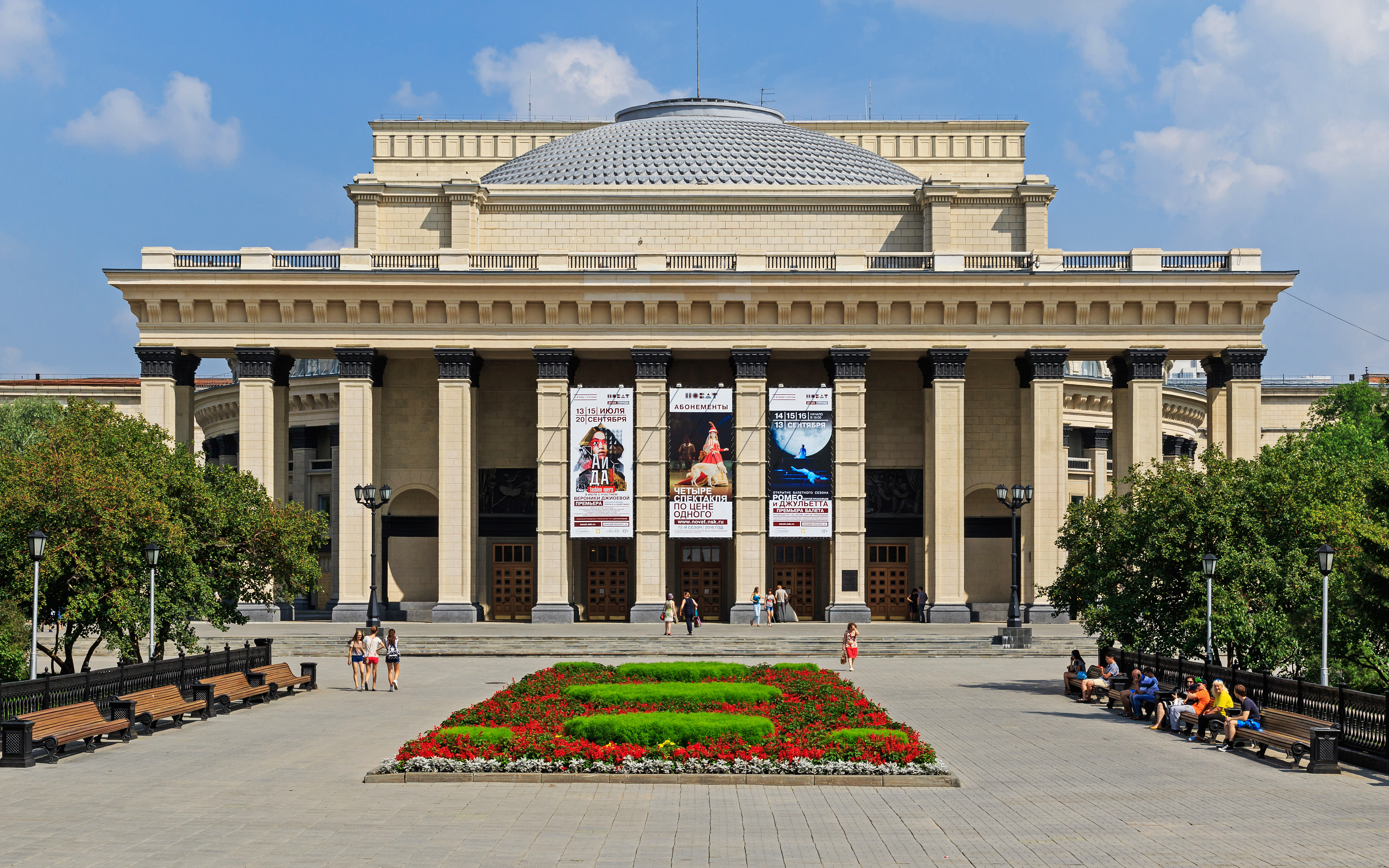
Novosibirsk Opera and Ballet Theater
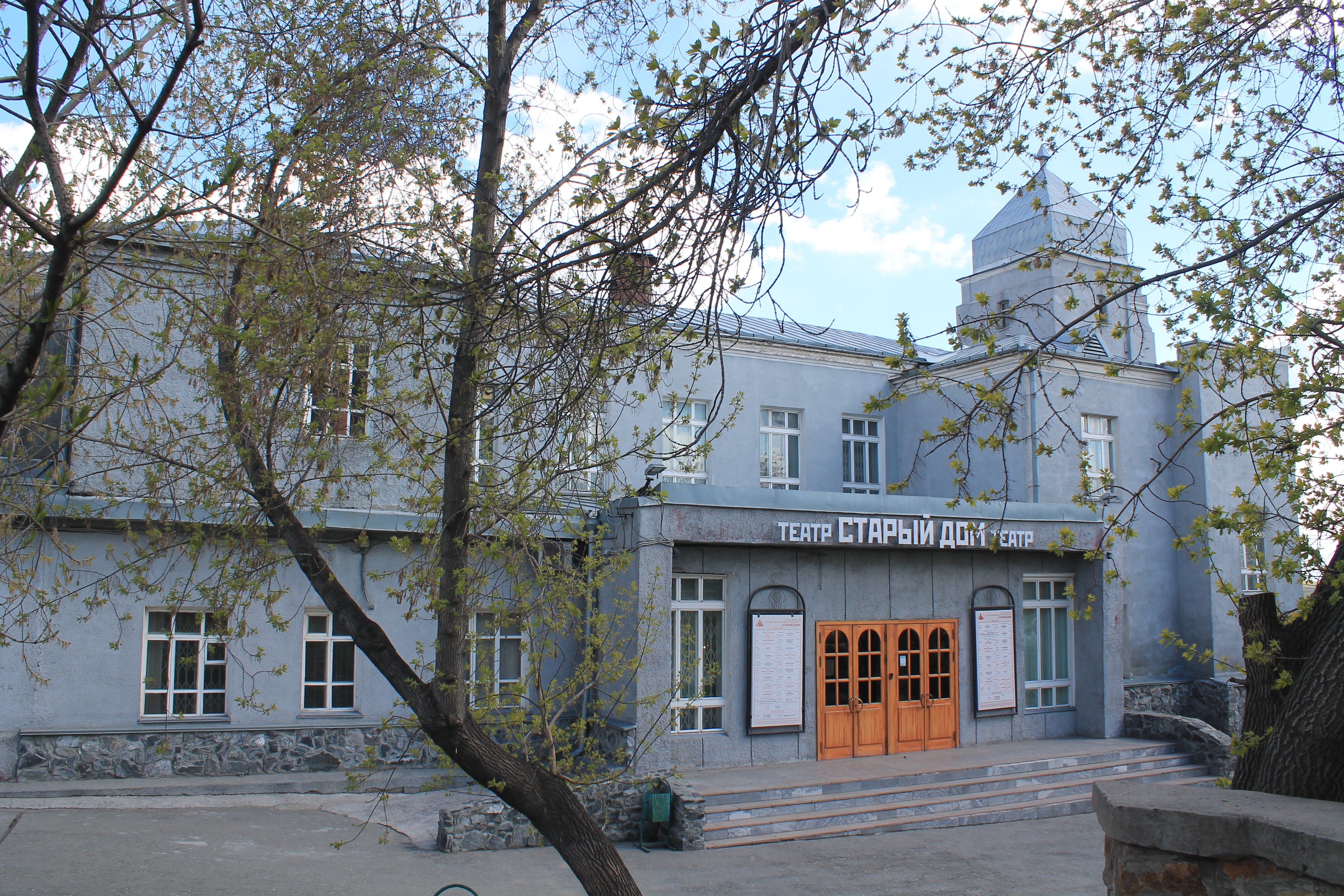
Novosibirsk State Drama Theater "Old House"
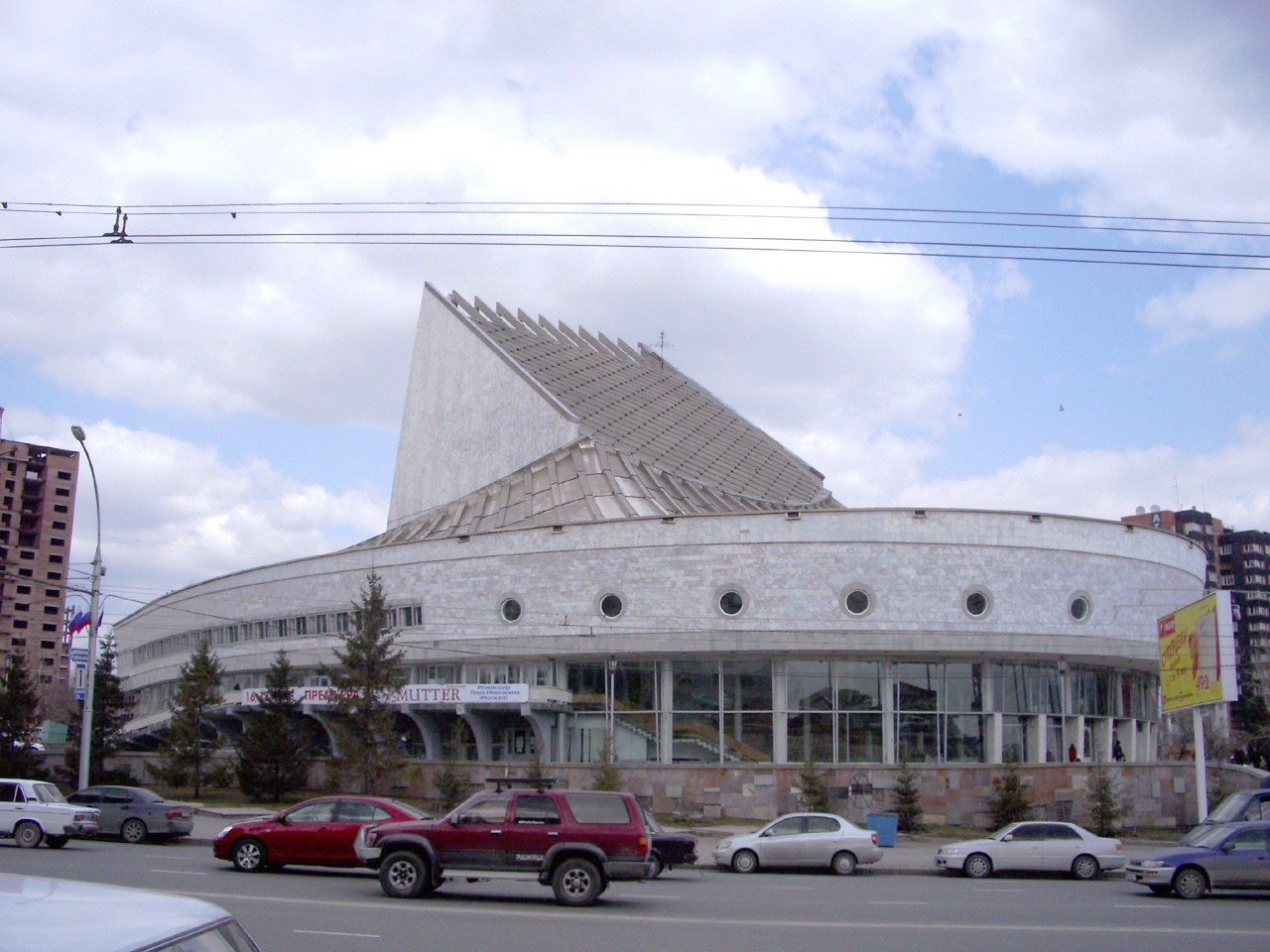
Novosibirsk Globus Theatre
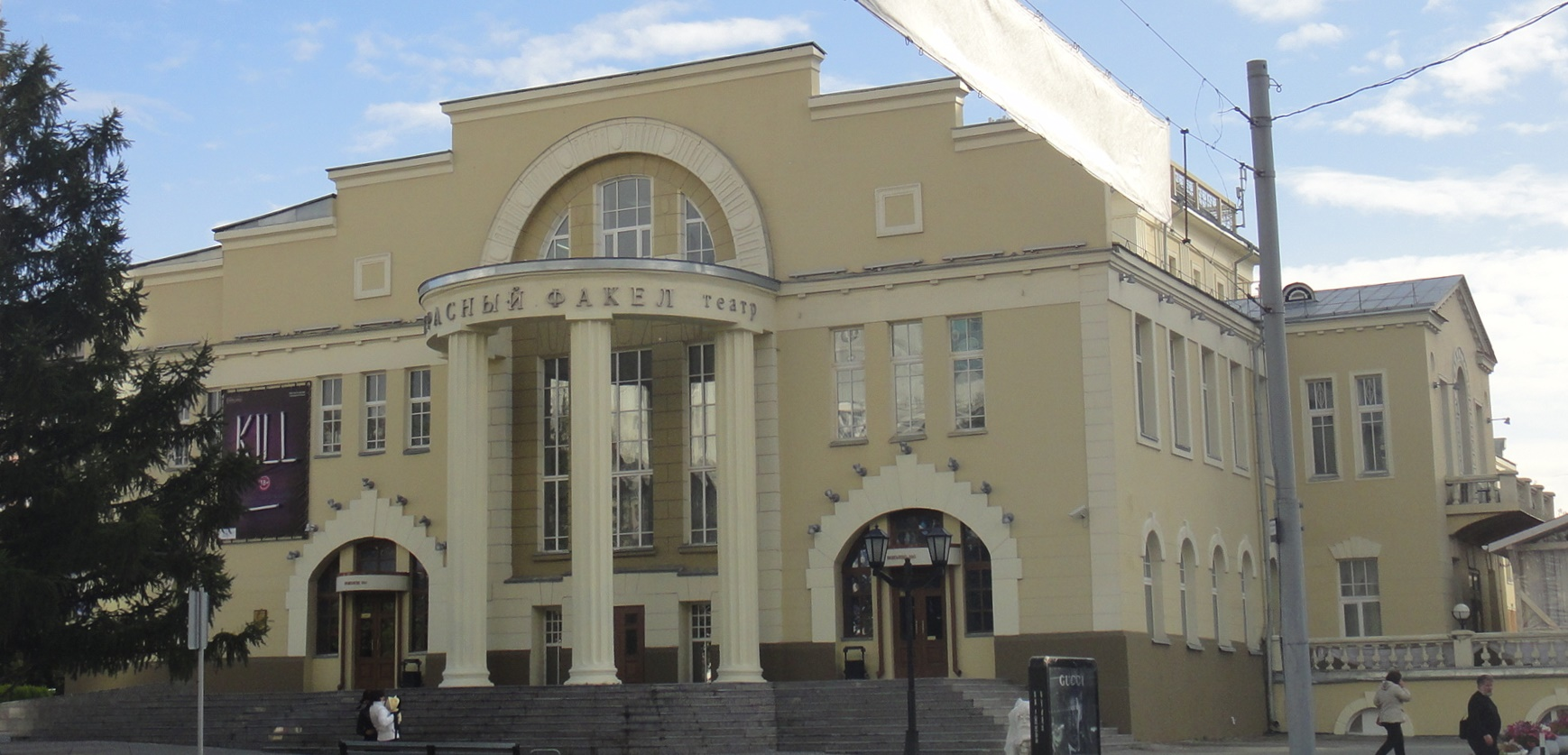
Theater "Red Torch"
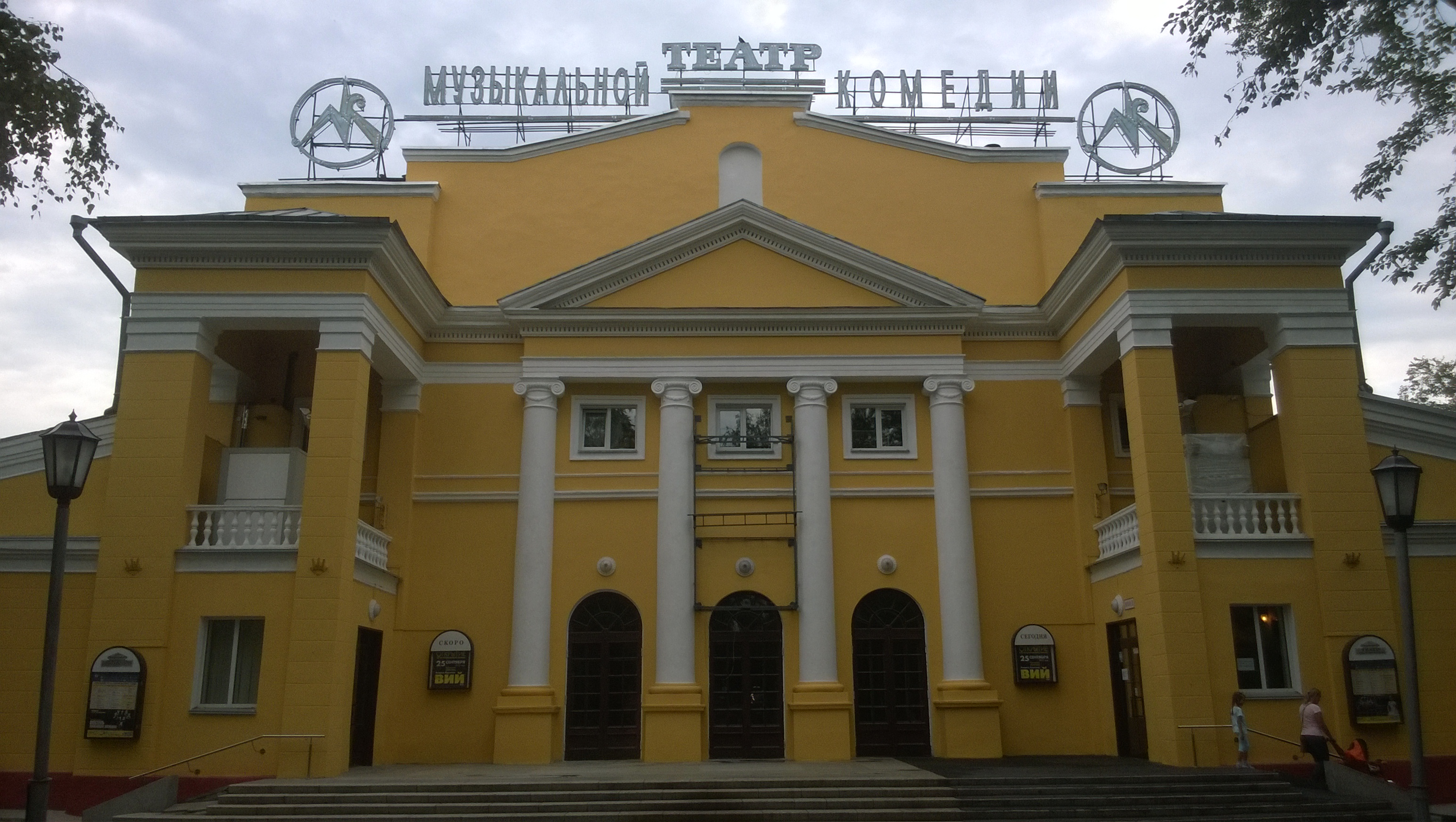
Novosibirsk Musical Theater

### Phòng hòa nhạc
- Phòng hòa nhạc nhà nước mang tên Arnold Katz
- Hiệp hội yêu âm nhạc

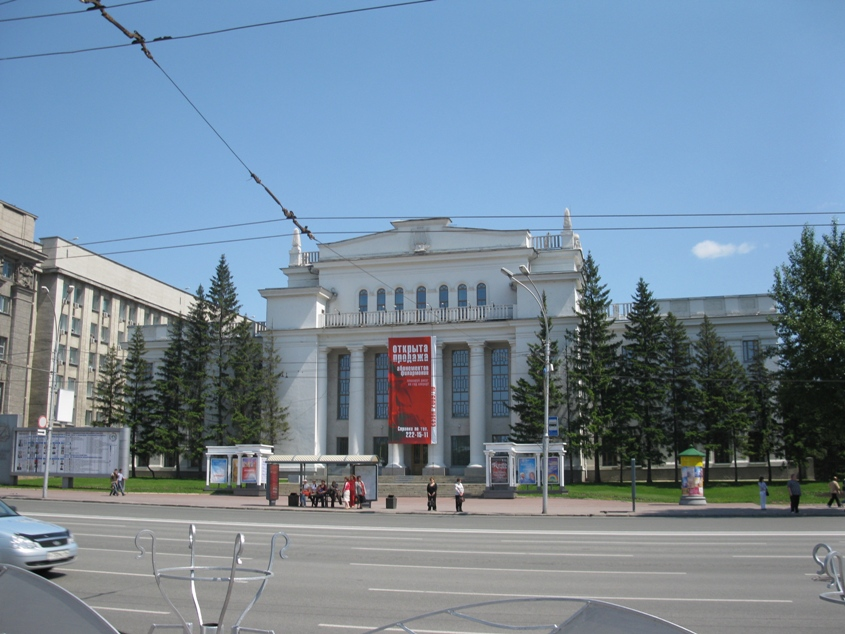
Hiệp hội yêu âm nhạc Novosibirsk

### Rạp chiếu phim
16 rạp chiếu phim, bao gồm Rạp chiếu phim hỗ trợ IMAX và IMAX 3D.

### Bảo tàng
- Bảo tàng nghệ thuật nhà nước thành phố
- Bảo tàng truyền thuyết địa phương
- Bảo tàng vinh quang Cossacks
- Bảo tàng thiết bị đường sắt thành phố Novosibirsk được đặt theo tên của N.A.
- Bảo tàng Nicholas Roerich
- Bảo tàng lịch sử và kiến trúc ngoài trời

### Cung thiên văn
Cung thiên văn Novosibirsk (2012) đã được trao giải năm 2015 là đối tượng cơ sở hạ tầng xã hội tốt nhất ở Nga.

### Vườn bách thảo
Vườn bách thảo miền trung Siberia

## Vườn thú Novosibirsk
Vườn thú Novosibirsk là một tổ chức khoa học nổi tiếng thế giới cũng như là một điểm thu hút khách du lịch. Vườn thú có hơn 11.000 động vật từ 738 loài và là thành viên tham gia tích cực vào ba mươi hai chương trình bảo tồn khác nhau cho các loài có nguy cơ tuyệt chủng. Trung bình, khoảng 1,5 triệu người ghé thăm vườn thú mỗi năm.

## Thành phố kết nghĩa
- Minneapolis, Hoa Kỳ (1989)
- Saint Paul, Hoa Kỳ (1989)
- Sapporo, Nhật Bản (1990)
- Miên Dương, Trung Quốc (1994)
- Daejeon, Hàn Quốc (2001)
- Varna, Bungary (2008)
- Osh, Kyrgyzstan (2009)

## Hình ảnh

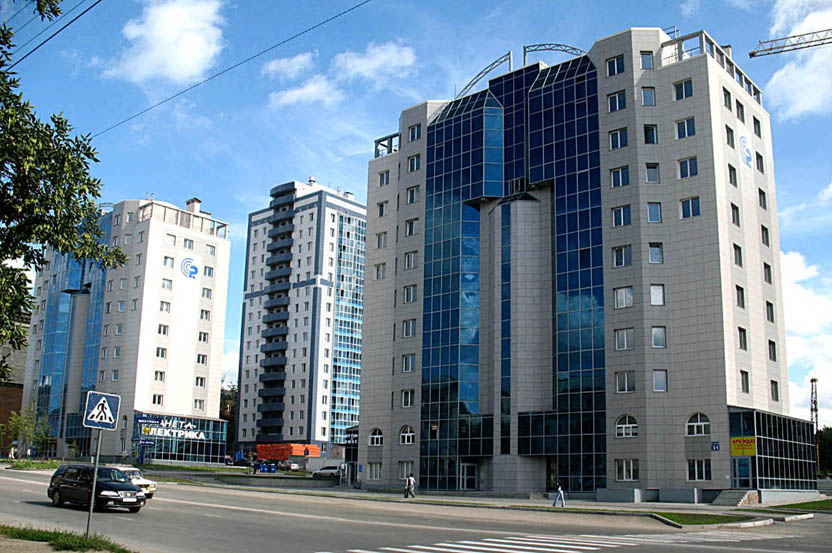

- Tập tin:Вид на центр с вертолёта.jpg
- Tập tin:Lenina street.jpeg
- Tập tin:Rodniki nsk.jpeg